# 실라 케네디

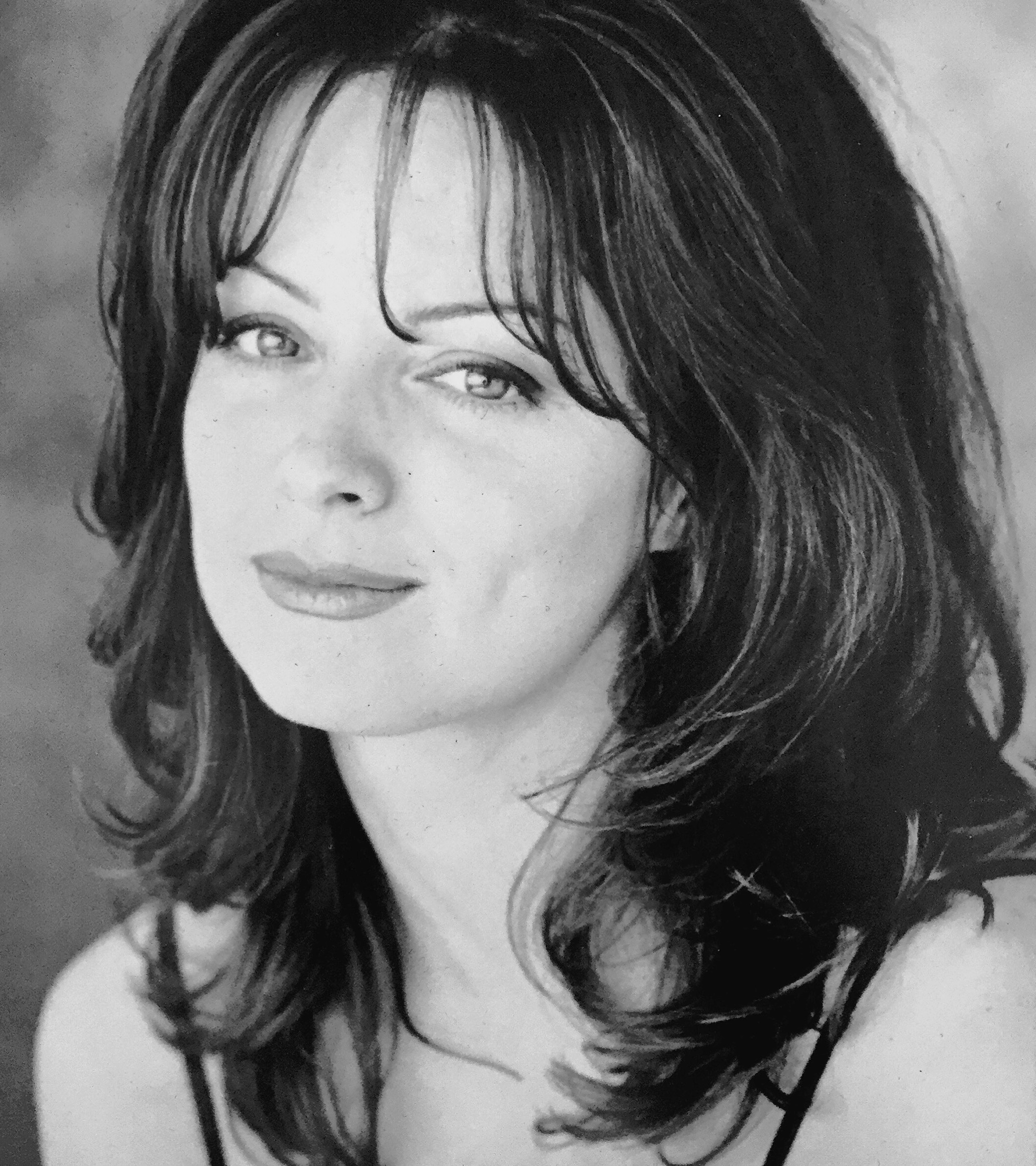

실라 케네디(영어: Sheila Kennedy, 1962년 4월 12일 ~ )는 미국의 배우 겸 모델이다.
멤피스에서 태어났다.

## 영화
- 빅 뱅 (1989년)
- 휴가 대소동 - 유럽 (1985년)
- 스프링 브레이크 (1983년)